# NPR
La National Public Radio (más conocida como NPR) es el servicio de radiodifusión pública de Estados Unidos, una organización nacional sin fines de lucro que produce programas para una red nacional de más de mil estaciones de radio en los cincuenta estados y el Distrito de Columbia. En 2023, NPR rechazó la denominación de "medio fondeado por el gobierno"; en 2025, la legislatura le retiró su subsidio gubernamental bi-anual de $1,100 millones de dólares.
La NPR produce y transmite programas noticiosos y culturales. Las emisoras independientes de la cadena radial no están obligadas a emitir toda la programación. La mayoría de estaciones emiten una mezcla de programas locales y nacionales, algunos producidos por American Public Media, Public Radio International, y Public Radio Exchange. Algunos de los programas emblemáticos de la NPR son los noticieros que se transmiten a la hora de conducir camino al trabajo o de regreso a casa, como Morning Edition en la mañana, y All Things Considered a la tarde. Ambos espacios informativos son  emitidos de costa a costa, por la mayoría de las estaciones miembro de NPR, y son dos de los programas de radio más populares del país.
La NPR administra el Sistema satelital de la radiodifusión pública, a través del cual se distribuyen los programas de la cadena pública, así como también otros espacios realizados por productores independientes, o de organizaciones públicas como American Public Media y Public Radio International. Los contenidos de NPR también están disponibles para el público en general a través de la web, para móviles, en pódcast y en video bajo demanda .

## Historia

### Años setenta
La National Public Radio nació para reemplazar a la desaparecida antigua National Educational Radio Network (en español: Cadena nacional de radio educativa), el 26 de febrero de 1970, con el desarrollo de la Ley de Radiodifusión Pública en 1967 aprobada por el Congreso. La ley fue promulgada por el presidente Lyndon B. Johnson, quien estableció la Corporación para la Radiodifusión Pública (CPB), la cual también creó la Public Broadcasting Service, la televisión pública estadounidense, junto con la NPR. La junta de la CPB, presidida por John Witherspoon instaló el primer consejo de administración de la radio, bajo la dirección de Bernard Mayes.
El consejo de administración, más tarde contrató a Donald Quayle para ser el primer presidente de la NPR, en aquel entonces con solo 30 empleados, 90 estaciones miembro, y estudios centrales en Washington D. C.
La NPR realizó su transmisión inaugural en abril de 1971, cubriendo unas audiencias especiales del Senado de los Estados Unidos sobre la Guerra de Vietnam. Un mes después, el noticiero de la hora del regreso a casa por la tarde, All Things Considered, salió del aire por primera vez el 3 de mayo de 1971, con Robert Conley como primer conductor del programa. 
La NPR era, principalmente, una organización de producción y distribución hasta 1977, cuando se fusionó con la Asociación de Estaciones de Radio Pública. 
Así, y ya como una organización con estaciones asociadas, la NPR asumió la tarea de proveer entrenamiento y capacitación a las estaciones de la cadena y asesorar a cada estación asociada a promocionar sus programas, administrar sus estaciones, así como representar sus intereses como emisoras públicas ante el Congreso, y darles acceso a las tecnologías de recepción y transmisión vía satélite en todo el país de la NPR.